# Požáry lesů a rašelinišť v Rusku 2010

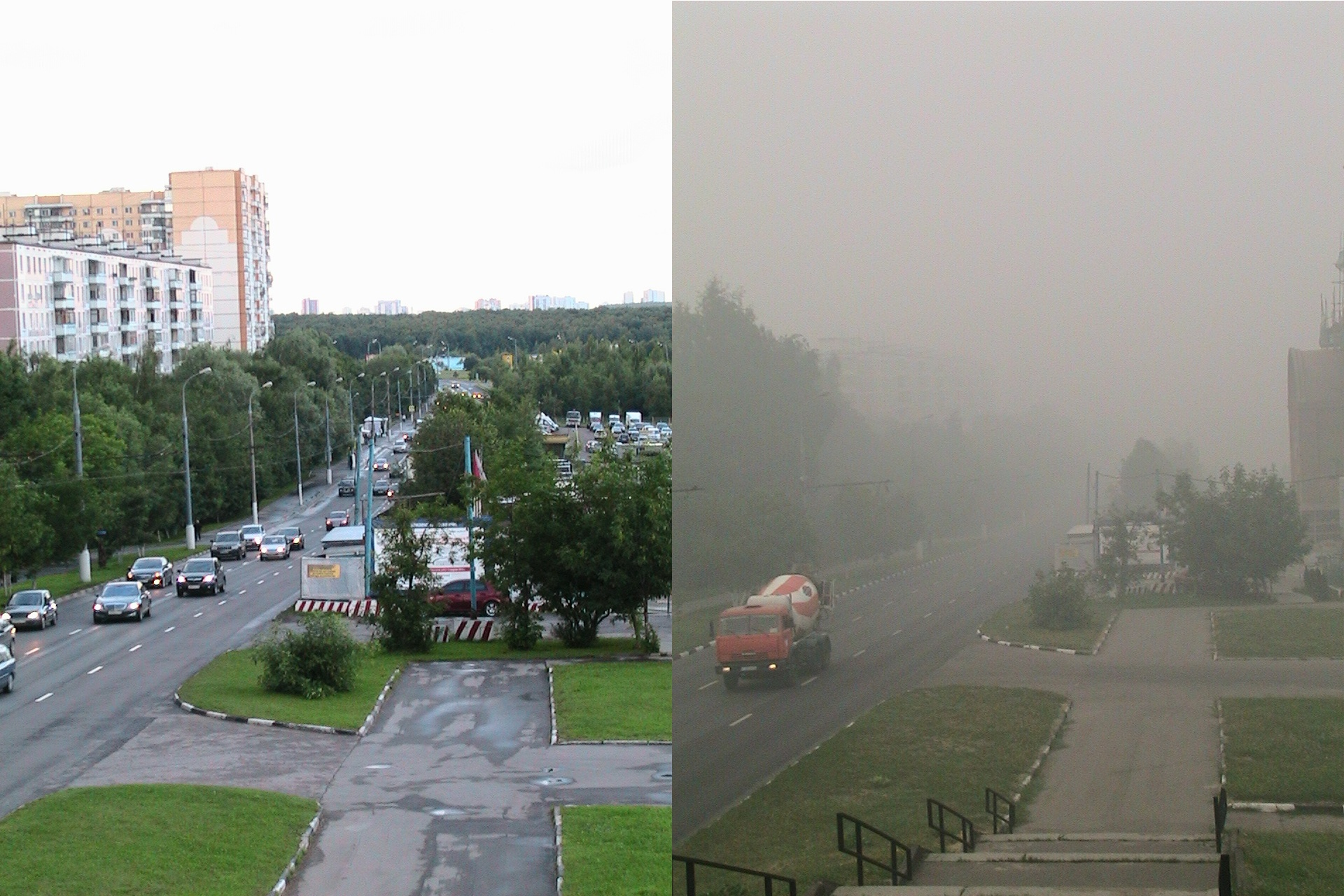
Smog v Moskvě; vlevo 17. června, vpravo 7. srpna 2010

Na konci července a začátkem srpna 2010 vznikla v Rusku a v celém centrálním federálním svazu řada požárů kvůli vlně veder a nedostatku srážek, které místo toho způsobily povodně v Pákistánu. Požáry rašelinišť nedaleko Moskvy doprovázel silný zápach hořících látek a kouř v Moskvě. Od 6. srpna 2010 se požáry dotkly 20 regionů: středního Ruska a krajů v okolí Volhy, poloostrova Čukotka a Dagestánu. Požáry rašelinišť byly zaznamenány v oblasti Moskvy, Sverdlovska, Kirova a v dalších regionech. Uvolnilo se přes 250 miliónů tun oxidu uhličitého.